# Das weisse Rauschen
Pour plus de détails, voir Fiche technique et Distribution.
Das weisse Rauschen (Das weiße Rauschen) est un film allemand réalisé par Hans Weingartner et sorti en 2001.

## Synopsis
Le jeune bachelier Lukas emménage chez sa sœur Kati à Cologne pour pouvoir commencer ses études dans l'université de la ville. Ce faisant, il commence une vie de fêtard et consomme des champignons hallucinogènes. Après cette expérience, il commence à entendre des voix qui lui reprochent le suicide de sa mère. On lui diagnostique bientôt une schizophrénie paranoïde.

## Fiche technique
Sauf indication contraire, les informations mentionnées dans cette section peuvent être confirmées par la base de données cinématographiques IMDb,  présente dans la section « Liens externes ».
- Titre original : Das weiße Rauschen (litt. « Le Bruit blanc »)
- Réalisateur : Hans Weingartner
- Scénario : Hans Weingartner, Tobias Amann, Matthias Schellenberg, Katrin Blum
- Photographie : Tobias Amann, Matthias Schellenberg
- Montage : Dirk Oetelshoven, Andreas Wodraschke
- Musique : Marek Goldowski
- Producteurs : Ole Landsjöaasen, Annette Pisacane, Herbert Schwering, Adele Seelmann-Eggebert
- Sociétés de production : Cameo Film- und Fernsehproduktion, Kunsthochschule für Medien Köln (KHM)
- Pays de production :  Allemagne
- Langue de tournage : allemand
- Format : Couleur - Son Dolby - 35 mm
- Genre : Drame
- Durée : 106 minutes (1h46)
- Sortie : 
  -  Allemagne : janvier 2001 (Festival Max Ophüls, première)
  -  Allemagne : 31 janvier 2002

## Distribution
- Daniel Brühl : Lukas
- Anabelle Lachatte (de) : Kati
- Patrick Joswig : Jochen
- Michael Schütz : le psychiatre
- Ilse Strambowski : l'ouvreuse du cinéma
- Katharina Schüttler : Annabell
- Karl Dangullier : Jesus

## Réception
Edouard Ulrich, pour Cineman, déplore une qualité technique limitée et une histoire peu plausible, tout en reconnaissant de belles performances d'acteurs.

## Récompenses
- Prix Max Ophüls en 2001

## Article annexe
- Psychotrope au cinéma et à la télévision